# Zhaotong
Zhaotong (cinese: 昭通; pinyin: Zhāotōng) è una città-prefettura della Cina nella provincia dello Yunnan.

## Suddivisioni amministrative
- Distretto di Zhaoyang
- Shuifu
- Contea di Ludian
- Contea di Qiaojia
- Contea di Yanjin
- Contea di Daguan
- Contea di Yongshan
- Contea di Suijiang
- Contea di Zhenxiong
- Contea di Yiliang
- Contea di Weixin